# گمینا گووچا
گمینا گووچا (به لهستانی:  Gmina Gołcza) یک گمینا در لهستان است که در شهرستان میخوف واقع شده‌است. گمینا گووچا ۹۰٫۲۷ کیلومتر مربع مساحت و ۶٬۲۶۵ نفر جمعیت دارد.